# (471143) Dziewanna
(471143) Dziewanna (frühere Bezeichnung 2010 EK139) ist ein großes transneptunisches Objekt im Kuipergürtel, das bahndynamisch als resonantes Kuipergürtel-Objekt (2:7–Resonanz) eingestuft wird. Aufgrund seiner Größe ist der Asteroid ein Zwergplanetenkandidat.

## Entdeckung
Dziewanna wurde am 13. März 2010 von einem Astronomenteam bestehend aus Andrzej Udalski, Scott Sheppard, Marcin Antoni Kubiak und Chad Trujillo am 1,3-m-Las-Campanas-Teleskop (Chile) entdeckt. Die Entdeckung gelang im Rahmen des OGLE-IV-Programmes der Warschauer Universität. Die Entdeckung wurde am 8. April 2010 bekanntgegeben, der Planetoid erhielt die vorläufige Bezeichnung 2010 EK139 und später von der IAU die Kleinplanetennummer 471143.
Benannt wurde der Asteroid am 25. September 2018 nach Devana (polnisch: Dziewanna), einer slawischen Göttin der wilden Natur, der Wälder und der Jagd.
Nach seiner Entdeckung ließ sich Dziewanna auf Fotos vom 15. März 2002, die im Rahmen des Near-Earth-Asteroid-Tracking-Projektes mit dem 1,2-m-Oschin-Schmidt-Teleskop am Palomar-Observatorium (Kalifornien) gemacht wurden, zurückgehend identifizieren und ihren Beobachtungszeitraum um acht Jahre verlängern, um so ihre Umlaufbahn genauer zu berechnen. Seither wurde Dziewanna mit dem Herschel-Weltraumteleskop (2010) und erdbasierten Teleskopen wie dem Keck-Observatorium beobachtet. Im April 2017 lagen insgesamt 169 Beobachtungen über einen Zeitraum von 13 Jahren vor. Die bisher letzte Beobachtung wurde im Mai 2015 im Rahmen des Pan-STARRS-Projektes am Haleakalā-Observatorium (Maui) durchgeführt. (Stand 24. Februar 2019)

## Eigenschaften

### Umlaufbahn
Dziewanna umkreist die Sonne in 592 Jahren und etwa 8 Monaten auf einer hochgradig elliptischen Umlaufbahn zwischen 32,53 AE und 108,59 AE Abstand zu deren Zentrum. Die Bahnexzentrizität beträgt 0,539, die Bahn ist 29,5° gegenüber der Ekliptik geneigt. Derzeit ist der Planetoid 36,06 AE von der Sonne entfernt. Das Perihel durchläuft er das nächste Mal 2038, der letzte Periheldurchlauf dürfte also im Jahre 1446 erfolgt sein.
Marc Buie (DES) klassifiziert den Planetoiden als RKBO (2:7-Resonanz mit Neptun), basierend auf einer 10-Millionen-Jahre Simulation der Umlaufbahn. Dies stellt eher eine Seltenheit dar; der einzige andere Asteroid mit dieser Resonanz, der von der IAU bislang eine Nummer erhalten hat, ist 2001 KV76. Das Minor Planet Center führt ihn dagegen als SDO/Zentaur und allgemein als «Distant Object» auf.

### Größe und Rotation
Gegenwärtig wird von einem Durchmesser von 470 km ausgegangen, womit der Asteroid eine mit 1999 DE9 vergleichbare Größe aufweist. Dieser Wert beruht auf einem angenommenen Rückstrahlvermögen von 25 % und einer absoluten Helligkeit von 3,9m. Ausgehend von einem Durchmesser von 470 km ergibt sich eine Gesamtfläche von etwa 694.000 km2. Der Durchmesser müsste in jedem Fall zwischen 400 und 700 km betragen. Die scheinbare Helligkeit von Dziewanna beträgt 19,68 m.
Da anzunehmen ist, dass sich Dziewanna aufgrund seiner Größe im hydrostatischen Gleichgewicht befindet und somit weitgehend rund sein muss, sollte er die Kriterien für eine Einstufung als Zwergplanet erfüllen. Mike Brown geht davon aus, dass es sich bei Dziewanna um möglicherweise einen Zwergplaneten handelt.
Dziewanna rotiert in 7 Stunden und 4 Minuten einmal um ihre Achse. Daraus ergibt sich, dass sie in einem Dziewanna-Jahr 734.869 Eigendrehungen („Tage“) vollführt.
| Jahr                                         | Abmessungen km      | Quelle              |
| -------------------------------------------- | ------------------- | ------------------- |
| 2010                                         | 470,0 +035,0 −010,0 | Pál u. a.           |
| 2013                                         | 697,47              | Benecchi u. a.      |
| 2013                                         | 697,47              | LightCurve DataBase |
| 2013                                         | 433,0 +063,0 −064,0 | Lellouch u. a.      |
| 2018                                         | 475,0               | Brown               |
| Die präziseste Bestimmung ist fett markiert. |                     |                     |

2019 werden mehrere Sternbedeckungen stattfinden: Am 13. März mit dem Stern GA0480:06981110, am 17. Mai mit dem Stern GA0480:06893107 und am 19. Juni mit dem Stern GA0480:06859140.